# Rema triangulata
Rema triangulata är en fjärilsart som beskrevs av Walker 1865. Rema triangulata ingår i släktet Rema och familjen nattflyn. Inga underarter finns listade.